# Hylaeus semipersonatus
Hylaeus semipersonatus är en biart som beskrevs av Cockerell 1929. Hylaeus semipersonatus ingår i släktet citronbin, och familjen korttungebin. Inga underarter finns listade i Catalogue of Life.

## Bildgalleri

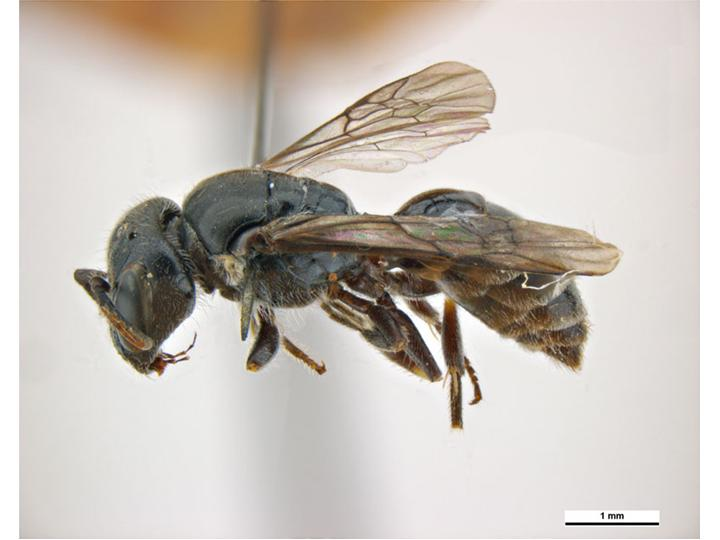